# Габъролистна зелкова
Zelkova carpinifolia (габъролистна зелкова) е вид растение от семейство Брястови (Ulmaceae). Листопадно дърво, 10 — 20 м високо. Кората на младите клонки влакнеста, светлокафява, на старите гола, тъмнокафява. Листата 4 — 9 см дълги, 2 — 5 см широки, яйцевидни или елиптични, едро напилени, с 4 — 8 двойки странични жилки, отгоре голи, отдолу слабо окосмени; в основата закръглени, слабо несиметрични, към върха слабо стеснени. Цветовете двуполови, единични в пазвите на листата и еднополови — мъжки — в групи. Тичинките 4 — 5. Околоцветникът прост, 4 — 5-делен. Плодът орехче. IV — V. Видът е почти застрашен от изчезване.

## Разпространение
Разпространен е в Армения, Азербайджан, Грузия, Иран и Турция. Култивирано много рядко — София (дендрариума на Агрономическия факултет). Произхожда от Кавказ и Югозападна Азия. Препоръчва се като парково дърво в южните части на страната върху влажна почва. Дървесината му е здрава, плътна и жилава, може да служи с успех за строителен материал. 